# アセレフェチュ・メルギア
アセレフェチュ・メルギア（Aselefech Mergia、1985年1月23日 - ）はエチオピアの陸上競技選手、専門は長距離走。
2006年にロードマラソンを始め、10月デリーハーフマラソンに出場し1時間14分13秒の記録で7位に入った。2008年3月世界クロスカントリー選手権ではシニア16位となった。10月12日、リオデジャネイロで開催された第17回世界ハーフマラソン選手権に出場、1時間09分57秒の記録でローナ・キプラガトに次ぐ2位に入った。11月、ニューデリーで開催されたデリーハーフマラソンに出場し、1時間08分17秒の自己記録をマークして優勝した。
2009年4月にはパリマラソンでマラソンデビューを果たし、2時間25分02秒の記録で2位となった。8月、世界陸上競技選手権ベルリン大会女子マラソンでは、2時間25分32秒の記録で白雪、尾崎好美に次ぐ3位に入った。
2010年2月、ラスアルハイマハーフマラソンでエルバン・アベイレゲッセ、マレ・ディババに次ぐ3位となり、自己記録を1時間07分22秒まで伸ばした。またこの時の記録は女子ハーフマラソン世界歴代10位となった。4月25日ロンドンマラソンに出場し、自己ベストを2分以上縮める2時間22分38秒の記録で、リリア・ショブホワ、インガ・アビトワに次ぐ3位に入った。

## 記録
- 1500m - 4分23秒39（2007年）
- 3000m - 8分54秒42（2008年）
- 5000m - 15分14秒21（2008年）
- ハーフマラソン - 1時間07分21秒（2011年）
- マラソン - 2時間19分31秒（2012年）

## 参考資料・外部リンク
- アセレフェチュ・メルギア - ワールドアスレティックスのプロフィール（英語）
- アセレフェチュ・メルギア - Olympedia（英語）